# Qafa e Malit
Die Qafa e Malit (deutsch: Berg-Pass) ist ein 955 m ü. A. hoher Gebirgspass in Nordalbanien. Er liegt auf der Wasserscheide zwischen dem Fan i Madh mit dem Drin im Hochland von Puka respektive der nördlichen Mirdita.
Gleich südöstlich des Passes in rund einem Kilometer Entfernung liegt der Gipfel des Berges Maja e Roshit (1397 m ü. A.). Etwas mehr als einen Kilometer nördlich erhebt sich der Berggipfel Maja e Malit (Berggipfel; 1025 m ü. A.). Auf der Westseite des Passes entspringt einer der Quellbäche des Fan i Madh. Das Tal des Goçka e Madhe im Nordosten des Passes fällt zum rund zehn Kilometer entfernten Fierza-Stausee ab.
Die Region ist nur sehr schwach besiedelt und bekannt für ausgedehnte Schwarzkieferwälder. Unweit des Passes gibt es auch einen bedeutenden Buchenwald.
Über den Pass verläuft die Nationalstraße SH 5, die von Shkodra über Vau-Deja und Puka nach Kukës und zur Grenze mit dem Kosovo. Im Westen startet die Passstraße in Fushë-Arrëz auf 605 m ü. A. und passiert nach etwa zwei Dritteln des Aufstiegs den Ort Qafë-Mal. Die Straße steigt vor allem im letzten Teil steil an und windet sich in einigen Kurven den Pass hoch. Auf der Ostseite verläuft die Straße fast vier Kilometer der Nordflanke der Maja e Roshit entlang, ohne groß an Höhe zu verlieren. Erst nachdem sie um einen Grat herum ins Tal des Bachs Goçka e Vogël gelangt ist, beginnt sie abzusteigen. Sie umrundet dabei das Dorf Lajthiza südlich und steigt bis in den Talgrund (unter 600 m ü. A.) ab, um dann auf der anderen Talseite (nun im Qark Kukës) zum Pass Qafa e Shllakut (808 m ü. A.) aufzusteigen.
Anderthalb Kilometer östlich der Qafa e Malit liegt der Pass Qafa e Mollës (⊙ Apfel-Pass). Dieser knapp über 1000 m ü. A. hohe Pass ist eine direkte Verbindung zwischen dem Qafa e Malit und Lajthiza. Über die Qafa e Mollës führt nur ein Saumpfad. Die Straße verläuft rund 60 Meter unterhalb des Passes und macht einen rund zwei Kilometer langen Bogen nach Nordosten, um den Grat Kodra e Madhe herum.
500 Meter nordwestlich und rund 75 Meter unterhalb des Passes zweigt die SH 22 ab, die hoch über dem Fierza-Stausee nach Fierza und weiter nach Tropoja führt.
Die Qafa e Malit wurde schon lange begangen. Ein Karawanenweg, der Shkodra mit Kukës verband, führte über den Pass. Zu Beginn des Zweiten Weltkriegs bauten die italienischen Besatzer die Straße über den Pass. Lange blieb der Pass die einzige direkte Verbindung, die Kukës und den Nordosten des Landes mit der Hauptstadt Tirana und der Küstenregion verband. Die Fahrt nach Tirana dauerte rund acht Stunden, und der Pass – oft mit Schnee und Eis auf der Straße – war Symbol für eine lange, beschwerliche Reise. Erst die Eröffnung der Autobahn A1 im Jahr 2010 brachte eine bequeme Verbindung in den Nordosten und entlastete die SH5 vom Fern- und Schwerverkehr.
Im Winter kommt es immer wieder vor, dass Schneefälle den Pass blockieren.